# Малояз (річка)
Малояз (рос. Малояз, башк. Малаяҙ) — річка на Південному Уралі, що протікає по території Башкортостану та Челябінської області Росії. Права притока річки Юрюзань. Довжина — 11 км.